# Tylko gdy się śmieję
Tylko gdy się śmieję (ang. Only When I Laugh) – amerykańska tragikomedia z 1981 roku w reżyserii Glenna Jordana na podstawie scenariusza Neila Simona.

## Fabuła
Georgia jest aktorką z Broadwayu. Miała szansę na karierę, ale wpadła w alkoholizm. Właśnie wraca z 12-tygodniowego odwyku. Musi stawić czoła problemom związanym z przyjaciółkami i córką, która przeżywała brak matki. Stara się zacząć żyć od nowa – po swojemu i z uśmiechem na twarzy. Planuje powrót do pracy i odbudować nadszarpnięte więzi.

## Obsada
- Marsha Mason – Georgia
- Kristy McNichol – Polly
- James Coco – Jimmy
- Joan Hackett – Toby
- David Dukes – David
- John Bennett Perry – Lou, aktor
- Ed Moore – dr Komack
- Byron Webster – Tom
- Peter Coffield – pan Tarloff
- Mark Schubb – Adam Kasabian

## Nagrody i nominacje
Oscary za rok 1981
- Najlepsza aktorka – Marsha Mason (nominacja)
- Najlepszy aktor drugoplanowy – James Coco (nominacja)
- Najlepsza aktorka drugoplanowa – Joan Hackett (nominacja)

Złote Globy 1981
- Najlepsza aktorka drugoplanowa – Joan Hackett
- Najlepszy aktor drugoplanowy – James Coco (nominacja)
- Najlepsza aktorka drugoplanowa – Kristy McNichol (nominacja)

Złota Malina 1981
- Najgorsza piosenka – Only When I Laugh – muz. David Shire; sł. Richard Maltby Jr. (nominacja)
- Najgorszy aktor drugoplanowy – James Coco (nominacja)